# Xã Ash Grove, Quận Shelby, Illinois
Xã Ash Grove (tiếng Anh: Ash Grove Township) là một xã thuộc quận Shelby, tiểu bang Illinois, Hoa Kỳ. Năm 2010, dân số của xã này là 479 người.